# سیارک ۸۰۱

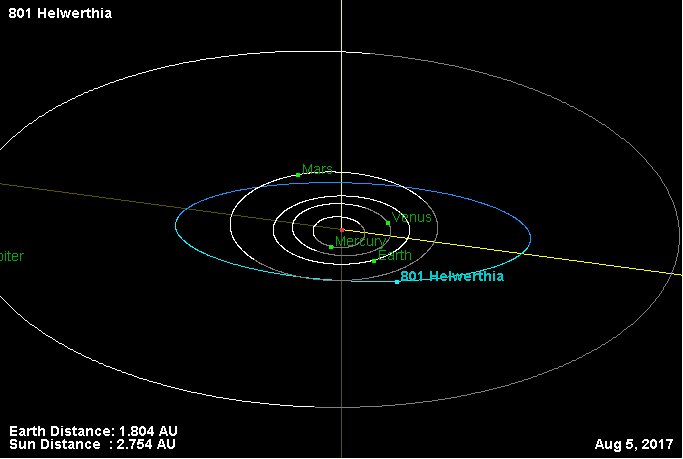
نمایی از محل قرارگیری سیارک ۸۰۱ در مدار – ۲۰۱۷

سیارک ۸۰۱ (به انگلیسی: 801 Helwerthia، نامگذاری:1915WQ) هشتصد و یکمین سیارک کشف شده‌است که در ۲۰ مارس ۱۹۱۵ و در هایدلبرگ کشف شد.
قدر مطلق سیارک برابر ۱۱٫۵۵ است.